# Запаљење вене
Запаљење вена  или флебитис је упала зида површинске вене, углавном у пределу ноге (бутина, потколеница, колено, стопало, скочни зглоб). Ако је акутна упала у нетакнутој вени, носи назив тромбофлебитис, док се чешћи облик запаљења у проширеним венама носи назив варикофлебитис. Упалу вена се мора  одмах лечити у трајању од неколико дана до неколико недеља, како би се спречила опасна тромбоза (згрушавање крви у крвном суду).

## Етиологија
Како крв у  проширеним венама  тече спорије него обично, то повећава вероватноћу развоја упале у таквим вена. Још један чест разлог за упалу вена је оштећење и повреда венског зида, на коју се често надобвезује  бактеријска упала вена. Такве повреде могу бити узроковане
- инфузијом, током или после операције,
- узимање узорка крви из вене,
- убацивање катетера (приступ венама),[1]
- ујед инсеката.

Састав крви и удружене болести такође играју важну улогу у  развоју запаљења вена, јер узрокује склоност ка коагулацији крви или недовољни унос течности, што може довести до развоја крвних угрушака.

### Фактори ризика
Спорији проток крви може бити погоршан другим факторима ризика, који укључују:
- дуги периоди  одмора (мировања) у кревету, или седење више сати, нпр. у аутомобилу или авиону, што ствара стагнацију или спори ток крви из ногу које  доводи до стварања тромба,
- седећи начин живота, са врло мало физичке активности,
- стиснута вена наједном месту одећом која је сувише уска или током дужег временског периода мировања.
- трудноћа, која повећава ризик од флебитиса код трудница и жена које су недавно родиле.
- гојазност

- пушење цигарета
- одређена медицинска стања, као што су рак или поремећаји крви, која повећавају потенцијал згрушавања крви[3]
- повреда руку или ногу
- хормонска супституциона терапија или пилуле за контролу рађања,[4]
- проширене вене

## Клиничка слика
Симптоми и знаци запаљења вена који су обично су локализовани укључују:
- бол
- оток
- црвенило
- осећај притиска
- осећај топлоте
- стврдњавање вена.

### Запаљење површинских вена
Обично се јавља споро прво у виду нежног црвеног подручја дуж површинских вена на кожи. Може се видети и дуга, танка црвена област док упала прати површну вену. Ово подручје може бити тврдо, топло и болно на додир. Кожа око вене може бити отечена и праћена је сврабом. Подручје може почети да пулсира или жари.
Симптоми се могу погоршати када је нога спуштена, посебно када први пут ујутру пацијент устане из кревета. Понекад се флебитис може јавити тамо где започиње периферна интравенска линија. Њена околина може бити болна и осетљива на додир дуж вене.

### Запаљење дубоких вена
Запаљење дубоких вена иако може бити слично по презентацији као површинско запаљење вена, код неких болесника може нбити без симптома.
Код овог облика бол и оток присутни су у целом екстремитету. На пример, подколеница може да отекне без очигледног разлога. Неки људи такође добијају температуру од суперпоноване бактеријске инфекције, промену боје коже или чирева ако стање постане хронично и није правовремено адекватно лечено.

## Дијагноза
Дијагноза запаљења вена се поставља на основу анаменезе, историје болести, физичког прегледа и допунских тестова:
Д-димер је тест крви који мери супстанцу која се ослобађа када се крвни угрушак раствара. Ако је овај тест крви негативан, а пацијент нема факторе ризика, онда је мало вероватно да има крвни угрушак.
Ултразвук може открити угрушке или блокаду крвотока, посебно у већим, проксималним венама (нпр. натколеницама). Овим  безболаним, неинвазивним  тестом притиском на кожу идентификују се крвни угрушци и место опструкције (зачепљења).  
Веногрфија је метода за идентификовање крвни угрушци у мањим, дисталнијим венама. Ово је инвазивна процедура која се заснива на убризгавање рендгенске боје или контрастног материјала у вену на стопалу, да би се уз помоћ ње на  рендгенском снимку пратио протока боје уз ногу.

## Терапија
Анти-инфламаторни лек, као што је аспирин или ибупрофен, може помоћи у смањењу болова и упале код запаљења површинских вена.
Ходањем се може повећати проток крви, што помаже у спречавању стварања крвних угрушака.
Компресијске чарапе за ноге на рецепт ( високе до колена или бутина) побољшавају проток крви и могу помоћи у ублажавању бола и оток.
Одмор у кревету током дужег периода требало би избегавати, јер може погоршати симптоме. Додатни третман укључује подизање руке/ноге и примену топлих облога. Само у неколико случајева су потребни антибиотици.
Код дубоког венског тромбофлебитис, пацијент ће можда морати да останете у болници неколико дана ради дијагнозе и лечења  и даље процене како би се спречиле евентуалне компликације. 
Ако се запаљење вена може проширити на дубоке вене, требало би узмети разређивач крви (антикоагуланте). Трајање терапије антикоагулантима обично је између 3-6 месеци или 3-12 месеци ако пацијент први пут оболи од  запаљења дубоких вена.